# Club Social y Deportivo Tipografía Nacional
Tipografía Nacional ("Tip Nac") était un club de football Guatemaltèque basé à Guatemala, au Guatemala entre 1924 et 2002. C'était un des plus anciens club de ce pays au XXe siècle, et il reste le quatrième club le plus important dans l'histoire du Guatemala en termes de titres nationaux gagnés.

## Histoire
Fondé le 24 janvier 1924, Tipografía Nacional était le plus ancien club de la Ligue nationale du Guatemala, la division d'élite de cette nation. Le nom du club venait d'une imprimerie. Entré dans la ligue nationale en 1928, il gagna trois titres entre 1938 et 1940. Entre 1937 et 1941, il eut une série de 51 matchs avec au moins un but marqué, et gagna trois championnats entre 1943 et 1953.